# Opatov (Pardubice)
Opatov é uma comuna checa localizada na região de Pardubice, distrito de Svitavy.